# GreenWEEE International
GreenWEEE International este o companie care activează în domeniul reciclării deșeurilor din România.
Compania deține cea mai mare fabrică de reciclare a echipamentelor electrice și electronice din România, la Frasinu, lângă Buzău. Inaugurată în aprilie 2009, primește spre tratare toate categorii de DEEE-uri asa cum sunt definite in HG 1037/2010, inclusiv baterii și acumulatori..
Fabrica a fost construită printr-o investiție de 10 milioane de euro, are o suprafață 10.000 de metri pătrați și are în prezent 170 de angajați.
Partenerii Greenweee care asigură fluxul de deșeuri destinate tratării și reciclării sunt asociațiile colective responsabile cu  gestionarea de deșeuri de echipamente electrice și electronice (RoRec, Ecotic, CCR Logistics Systems, Relectra, Recolamp ),  operatorii individuali din industria echipamentelor electrice și electronice, companiile de salubritate, companiile de colectare a deșeurilor, primăriile, școlile sau companiile ce dețin deșeuri de echipamente electrice și electronice .
Procesul de reciclare are un anumit specific pentru fiecare linie și se parcurg următoarele etape:
1. Recuperare: se verifica dacă DEEE-urile mai sunt în stare de funcționare în vederea reutilizării.
2. Pre-tratare: se separă, se sortează deșeurile și se extrag substanțele periculoase. 
3. Tratarea: mărunțirea echipamentelor în diverse etape tehnologice.
4. Separare fracții: metale – nemetale, feroase – neferoase și se separa substanțele periculoase: freon, cadmiu, mercur, plumb. 
Deșeurile sunt procesate în fracții cât mai omogene:  metale feroase și neferoase, plastice, spumă poliuretanică, sticlă, lemn, extragerea substanțelor periculoase: freon, ciclopentan, mercur, cadmiu, plumb. 
Greenweee dispune de o platformă tehnologică ce recuperează agenții de răcire proveniți din aparate frigorifice și AC, conform celor mai exigente norme ecologice europene în vigoare, art 6 al Directivei UE 2002/96. 